# Столник (длъжност)
Столник (на гръцки: ό επι της τραπέζης) е длъжностно лице при монарси и патриарси, съществувало в много държави предимно през Средновековието, което се е занимавало с обслужването на указаните лица.
Също подстолник (на латински: subdapifer) е била придворна длъжност, свързана с изпълнението на определени задължения на монаршеската маса; от края XIV век се превръща в почетно звание.

## Във Второто Българско царство
Титлата е документирана във Второто Българско царство само веднъж – върху златен пръстен-печат, открит във Велико Търново, е гравиран надписът „Слав, столник царев“. Тя е заимствана в България от византийската „ό επι της τραπεςης”. Този ромейски дворцов служител по време на императорските пиршества въвежда гостите и се грижи за поднасянето на ястията на трапезата. От XIII век е висша дворцова титла, с която са удостоявани представители на видни византийски фамилии.
Столникът се грижи за царската трапеза, като се разпорежда с многобройна прислуга. Както във Византия, така и в Българското царство, този дворцов сановник често е близък родственик на владетеля.
Титлата е сред малкото, навлезли от Византия във Второто Българско царство, които имат български еквивалент.
Столникът в Княжество Влахия и Княжество Молдова има същите функции като във Византия и България. Д. Кантемир назовава великия столник „главен трапезник“ (supremus dapifer) и отбелязва, че той „управлява кухнята на господаря и всичките ѝ слуги“ (principis culinae et cunctis eius ministris praеest). В празнични дни и в други тържествени случаи великият столник разпределя ястията на господарската маса, предварително ги опитва и обслужва трапезата до третата чаша. Освен различните други доходи той получава определено количество от хранителните припаси във владетелската кухня.

## В Руското царство
В Руското царство столникът е дворцов чин, след това придворен чин в Руската държава от XIII до XVII век, както и човек, който заема този чин. Първоначално в Киевска Рус е придворно лице, което обслужва князете и царете на масата по време на тържествени трапези и банкети, а също така ги придружава при пътувания. Чинът столник се споменава за първи път през 1228 г., когато столникът Пьотр Аренович е изпратен в град Владимир от княза на Черниговското княжество Михаил „да говори за мир“ с великия княз на Владимирското княжество Юрий Всеволодович. В Московското царство столниците се споменават през 1495 г. при великия княз Иван III Василиевич.
Според списъка на чиновете от XVII век столниците заемат пето място след болярите, околниците, думските дворяни и думските чиновници.
Трудът на колежкия съветник Герхард Фридрих Милер „Известия за руските дворяни“ излага осем степени на дворянството (аристокрацията) до времето на Петър Велики, според който столниците заемат четвърто място по значение сред чиновете:
1. Боляри;
2. Околничи;
3. Думски дворяни;
4. Столници;
5. Стряпчи;
6. Дворяни;
7. Жители;
8. Деца на боляри.

В столници се произвеждат лица от по-ниските чинове, и особено от благородниците, „и децата на знатни бащи“. По време на вечерите столниците вземат блюдата с храна от слугите, на които било забранено да влизат в стаите на царя, и ги поднасят лично на трапезата. По време на пиршества те стояли на масите и наблядавали нуждите и порядъка.
Стайни столници прислужват на царя, когато той се храни сам в покоите си. Измежду стайните столници монархът избра един столник, който да бъде с него през цялата нощ до вратата на стаята му, което се наричало „седене на кука“. При приемане на чуждестранни посланици един от столниците се назначава да седи на масата и да почерпва гостите.
Царете често изпращали храна по домовете: на своите гости, посланици или онези, които не са могли да присъстват на дадено пиршество поради болест. В този случай столникът носи подаръка (храната) на място по домовете и следи за порядъка.
По-късно столниците са назначавани на административни, войводски, посланически и други длъжности. Столници се назначават за командири, полкови съдии, посланически войводи, есаули (столник-есаул), глави на благороднически сотни, войводи на голямото знаме, глави на знамето, на снаряда, на коша (военна единица), на обози. От времето на цар Алексей Михайлович, когато са създадени редовни полкове, много столници са назначени за полковници. При цар Фьодор Алексеевич и по време на царуването на принцеса София Алексеевна, столниците получават почетно звание стрелци-полковници. Чинът столник се изписвал преди чинът полковник, а също и столниците, изпратени в даден град като войводи, предпочитат столническото почетно достойнство да се упоменава преди войеводския чин. В разрядните записни книги на войските понякога столниците били вписвани с по-високи ранг ог генералите.
Градски войвода измежду столниците бил наричан наместник. На него били подчинени децата на болярите. Столниците също са играли ролята на съдии в московските прикази (ведомства). Те вземат участие във всички посолства, а понякога били назначавани и за посланици.
Последният носител на това звание (след въвеждането на Таблицата на ранговете от Петър I) е Василий Федорович Салтиков, брат на царица Прасковя Федоровна, съпруга на цар Иван V (от 1684 г.). Дълго време той предпочитал именно това звание отколкото чиновете, въведени от Петър I, но се съгласява с новите чинове след завръщането си на служба при Анна Ивановна.
През 1613 г. има 88 столника, през 1616 г. има 117 столника, през 1626 г. 217, а през 1643/44 г. има 348 столника. До 1687 г. броят на столниците нараства до 2724 души, от които 480 са стайни столници. Освен това има 133 столника във войските, а 59 столника са назначени от смоленското благородство. Заплатите на столниците варират от 15 до 215 рубли и длъжностна поземлена собственост от 450 до 1500 четвърти земя (приблизително около 245 до 817 хектара). Цар Иван V има 74 столника, цар Петър има 69 столника, а царица Евдокия има 20 столника.
Цариците имат свои собствени столници (по-късно наричани пажове и камер-пажове), които са млади мъже, не освободени от военна служба.
Свои столници имат и патриарсите на Руската православна църква.

## Във Великото литовско княжество
Във Великото литовско княжество длъжността е известна от средата на XV век. Столникът, който завежда подреждането на масата и обслужването на трапезата на великия княз, имал подчинени – подстолници. По-късно длъжностите столник и подстолник стават номинални, тоест не са свързани с изпълнението на конкретни задължения. От XVII век длъжност столник и подстолник съществувала също и в поветите. Столниците на монарха получавали титлата барон.